# Gare de Prades - Molitg-les-Bains
La gare de Prades - Molitg-les-Bains est une gare ferroviaire française de la ligne de Perpignan à Villefranche - Vernet-les-Bains, située sur le territoire de la commune de Prades, à proximité de Molitg-les-Bains, dans le département des Pyrénées-Orientales en région Occitanie.
Elle est mise en service en 1877 par l'administration de l'État français et devient en 1884 une gare de la Compagnie des chemins de fer du Midi et du Canal latéral à la Garonne. 
C'est une gare de la Société nationale des chemins de fer français (SNCF) desservie par des trains TER Occitanie.

## Situation ferroviaire
Établie à 357 mètres d'altitude, la gare de Prades - Molitg-les-Bains est située au point kilométrique (PK) 507,297 de la ligne de Perpignan à Villefranche - Vernet-les-Bains, entre les gares de Marquixanes et de Ria.

## Histoire

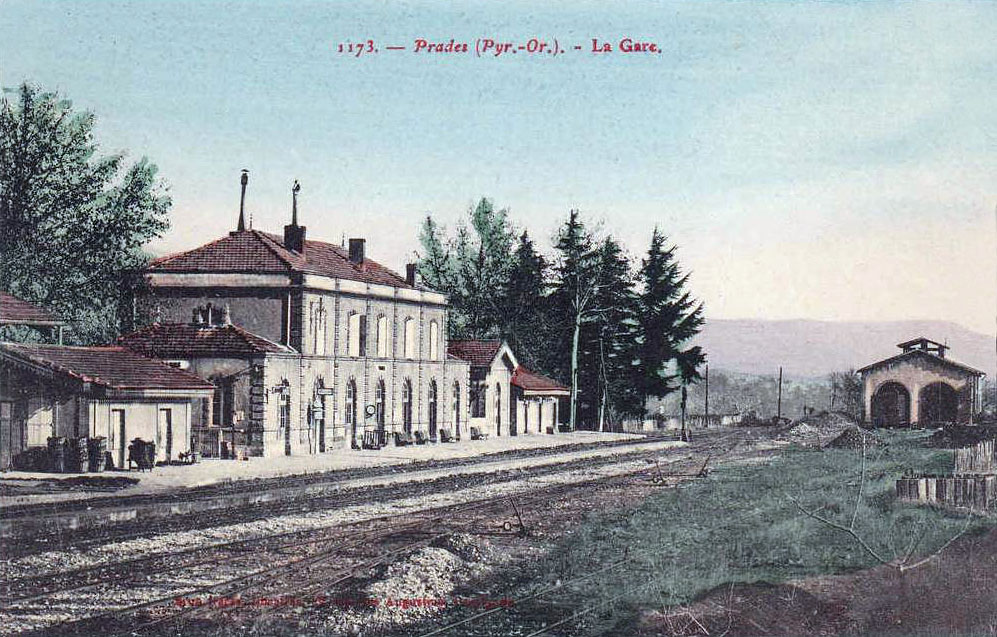
La gare vers 1900 avant l'électrification.

La gare de Prades, devient provisoirement le terminus de la ligne lorsqu'elle est mise en service avec la section de Bouleternère à Prades le 3 janvier 1877 par l'administration de l'État qui a poursuivi la construction et l'exploitation de la ligne après la mise sous séquestre de la Compagnie du chemin de Fer de Perpignan à Prades. Elle est rachetée le 1er janvier 1884 lors de la cession de la ligne à la Compagnie des chemins de fer du Midi et du Canal latéral à la Garonne. Cette dernière met en service la dernière section de Prades à Villefranche-de-Conflent le 2 juin 1895.
La gare, qui possédait à l'origine une voie d'évitement et un faisceau de plusieurs voies au sud, ne compte plus actuellement qu'une seule voie et un seul quai. La reconstruction de la voie d'évitement est prévue dans le cadre d'une augmentation de l'offre sur la ligne, prévue par le PDU de Perpignan.
En 2014, selon les estimations de la SNCF, la fréquentation annuelle de la gare était de 6 313 voyageurs.

## Service des voyageurs

### Accueil

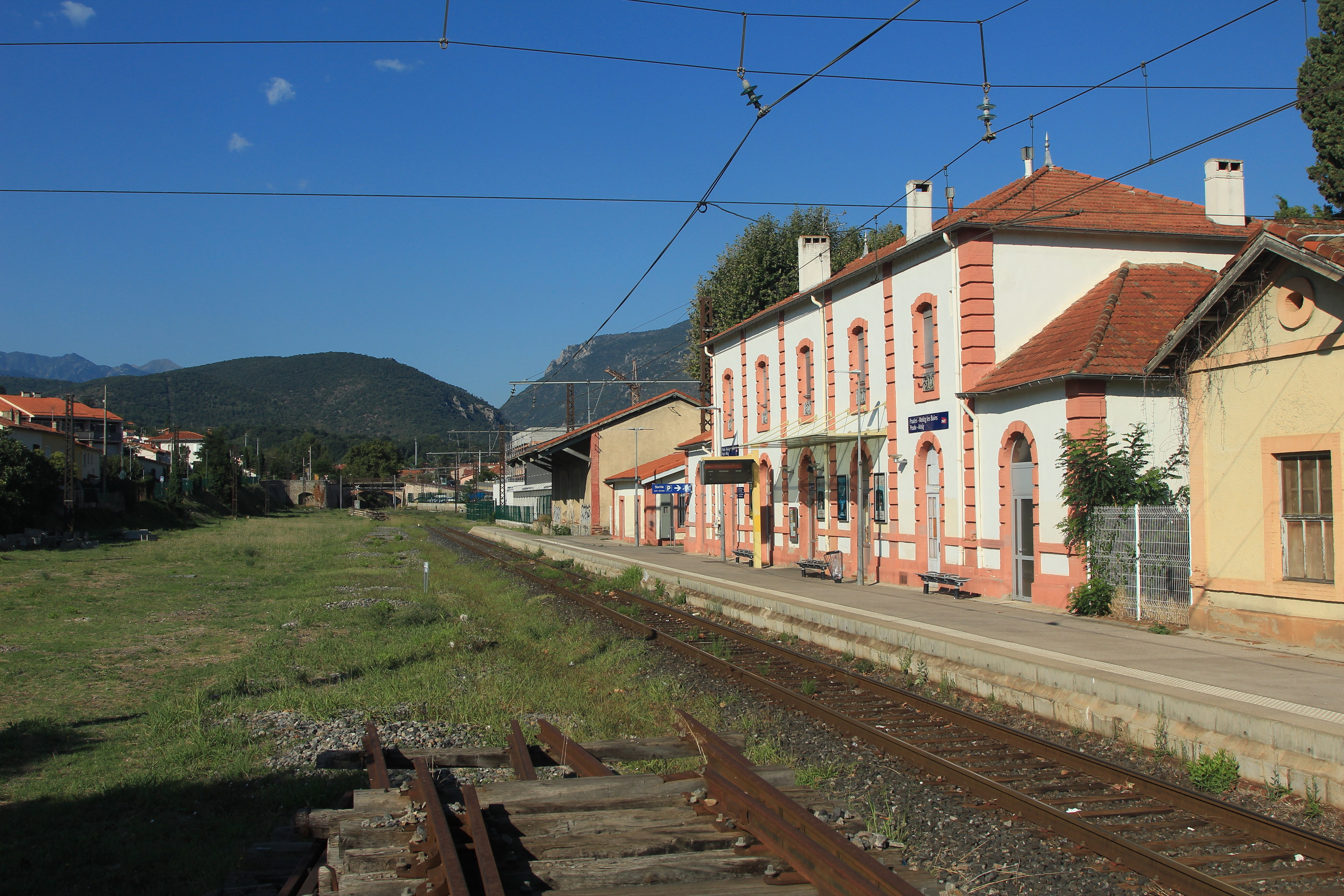
Vue des emprises ferroviaires en direction de Villefranche.

Gare SNCF, elle dispose d'un bâtiment voyageurs, avec guichet, ouvert tous les jours.
Il est décidé en 2021 de faire de la gare une Smart Station, permettant l'ouverture et la fermeture automatisée des bâtiments afin de permettre aux voyageurs de s'abriter des intempéries.

### Desserte
Prades - Molitg-les-Bains est desservie par les trains TER Occitanie qui effectuent des missions entre les gares de Perpignan et de Villefranche - Vernet-les-Bains.

### Intermodalité
Un parking pour les véhicules est aménagé.